# Американські водяні черепахи
Американські водяні черепахи (Glyptemys) — рід черепах родини прісноводні черепахи.

## Опис
Загальна довжина представників цього роду коливається від 7 до 29 см. Голова невелика, шия короткувата. Карапакс дахоподібний з дещо зазубрений краями. Перетинки на пальці не достатньо розвинені. Забарвлення карапаксу оливкове, коричнювате, бурувате. Пластрон світліший з яскравими лініями або смугами. Тіло має світлі кольори.

## Спосіб життя
Полюбляють водойми в листяних й змішаних лісах, зокрема ставки озера, струмки, болота, а також вологі луки. Харчуються дрібними хребетними, рибою, рослинною їжею.
Статева зрілість настає у 10—14 років. Самиці відкладають до 20 яєць.
Тривалість життя 40—60 років.

## Розповсюдження
Мешкають у Канаді та Сполучених Штатах Америки.

## Види
- Glyptemys insculpta
- Glyptemys muhlenbergii